# Якобштадтский переулок
Якобшта́дтский переулок — переулок в Адмиралтейском районе Санкт-Петербурга. Проходит от Троицкого проспекта до 11-й Красноармейской улицы.

## Расположение
Якобштадтский переулок проходит параллельно Измайловскому проспекту. Начинается от Троицкого проспекта, пересекает 13-ю, 8-ю, 9-ю, 10-ю Красноармейские улицы и заканчивается у 11-й Красноармейской улицы.

## История названия
Первоначальное название Троицкий переулок (от 8-й Красноармейской до 11-й Красноармейской улиц) известно с 1872 года, происходит от наименования Троицкого проспекта.
Современное название Якобштадтский переулок дано 16 апреля 1887 года по городу Якобштадту (ныне город Екабпилс в Латвии) в ряду проездов Нарвской полицейской части, названных по городам прибалтийских губерний России (см. также Дубленский, Дерптский, Ревельский, Либавский переулки, Гапсальская, Двинская, Курляндская, Лифляндская, Виндавская улицы, Рижский проспект).

## Достопримечательности

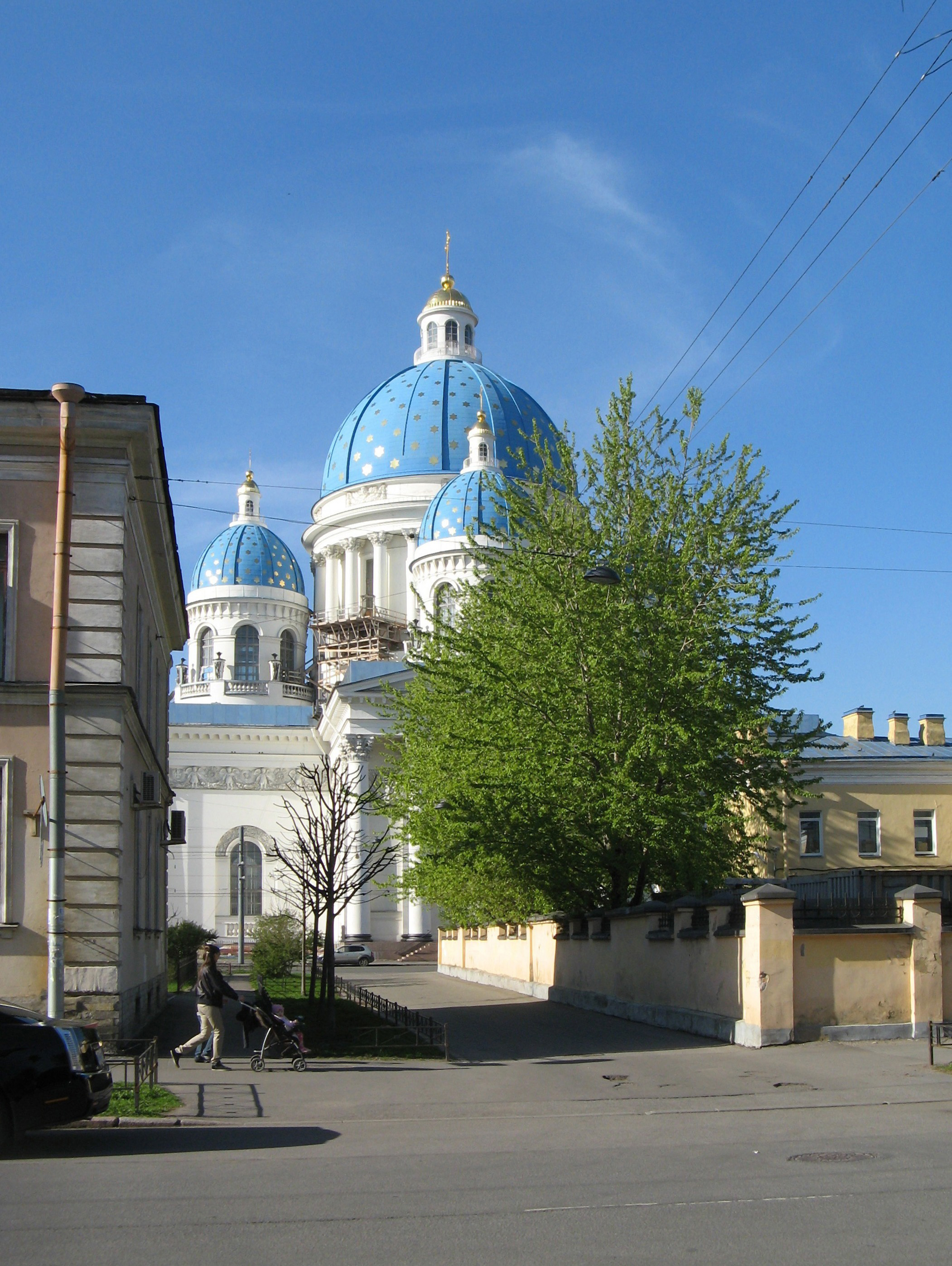
Троице-Измайловский собор, вид из Якобштадтского переулка

- Троице-Измайловский собор (находится на оси переулка и хорошо просматривается по всей его длине)
- На углу Якобштадтского переулка и Троицкого проспекта разбит небольшой сквер.
- Дом № 2 (8-я Красноармейская улица, дом № 3) — Второе городское реальное училище, с 1965 года — школа (гимназия) № 272. Здание училища построено в 1898—1900 годах; архитекторы А. Н. Иосса (проект), А. В. Малов. Второе реальное училище окончил композитор А. К. Глазунов, также здесь учился писатель Л. Пантелеев.  памятник архитектуры (вновь выявленный объект)[2]
- Дом № 3 (8-я Красноармейская улица, дом № 4) — доходный дом. Построен в 1879 году по проекту архитектора В. М. Некоры, перестроен в 1880 году архитектором П. О. Осиповым.